# (38380) 1999 RR175
1999 RR175 (asteroide 38380) é um asteroide da cintura principal. Possui uma excentricidade de 0.04621200 e uma inclinação de 14.38584º.
Este asteroide foi descoberto no dia 9 de setembro de 1999 por LINEAR em Socorro.